# Alþingishúsið
Alþingishúsið ("Palazzo del Parlamento") è una classica struttura del XIX secolo, posta sulla piazza Austurvöllur nel centro di Reykjavík, capitale dell'Islanda. 

## Descrizione
Ospita l'Alþingi, il parlamento islandese. L'edificio fu disegnato dall'architetto danese Ferdinand Meldahl e costruito usando dolerite tra il 1880 e il 1881. I rilievi presenti sui timpani delle quattro finestre più esterne del primo piano, rappresentano i quattro Landvættir d'Islanda: un dragone, un avvoltoio, un gigante e un toro, placati da Ingólfur Arnarson quando sbarcò in Islanda.
Alþingishúsið ha inoltre ospitato la Biblioteca Nazionale Islandese e la Collezione di Antiquari, e successivamente la Galleria Nazionale. L'Università d'Islanda ha usato il primo piano dell'edificio dal 1911 al 1940, e il Presidente dell'Islanda ha qui avuto i suoi uffici fino al 1973.